# غواصة يو-156
كانت الغواصة يو-156 واحدة من 329 غواصة خدمت في البحرية الإمبراطورية الألمانية خلال الحرب العالمية الأولى.